# Зимины
Зимины́ — династия иркутских купцов в XVIII — первой половине XIX вв.

## История

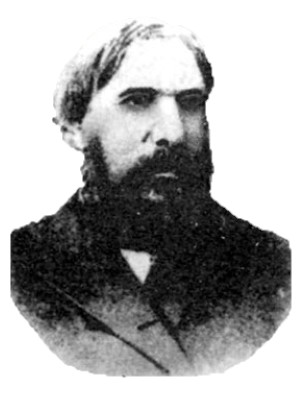
Изображение Зимина И. Н.

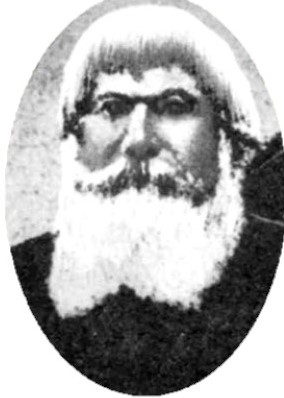
Изображение Зимина И. С.

Зимин — русская фамилия, происходящая от нецерковного имени (или прозвища) Зима. Такое имя обычно давали детям, родившимся в зимний период, и оно было распространено в XVII веке. Соответственно, фамилия Зимин, образованная от этого имени, также получила широкое распространение. Помимо фамилии Зимин, от имени Зима произошли и другие русские фамилии, такие как Зимак, Зимарь, Зимник, Зимнюк, Зимуля, Зимяня. Помимо связи с временем рождения, их этимология может иметь и другие объяснения.
В исторических источниках и диалектах зафиксированы различные варианты имен и прозвищ с корнем -Зим-, свидетельствующие о распространённости этой основы в русской антропонимике:
Аристократические роды:
- Князь Дмитрий Васильевич Зимница Шастунов (конец XV в.) — представитель ярославской ветви князей Шастуновых;
- Крестьянские имена:
  - Васка (Василий) Земяница — крестьянин Богородского погоста (1539 г., Новгородские писцовые книги),
  - Прозвище Зимень (XVII в.) — зафиксировано в череповецких говорах;

- Другие варианты:
  - Зимник (актовые книги XVI-XVII вв.),
  - Зимовей (северные говоры),
  - Зимница (женская форма).

Эти антропонимические формы демонстрируют продуктивность корня -Зим- в русской именной традиции, встречаясь в различных социальных слоях: от княжеских родов до крестьянства. Особенно характерны такие имена для севернорусских и среднерусских говоров.
Павел Семёнович (род. 1700), иркутский посадский, с 1740-х — купец. Занимался торговлей вместе с сыновьями Иваном (род. 1737), Иваном же (род. 1742), Гаврилой (род.1745). Согласно документам 1762 года, ездил с двумя старшими сыновьями самовольно, без торговых паспортов, выдаваемых местными властями, за Байкал в Баргузинский острог по купеческим делам, а также для сбора долгов со своих должников. Он поддерживал хорошие отношения со своими сестрами Прасковьей (род. 1704; замужем за крестьянином Кудинской слободы И. Сорокиным), Настасьей (род. 1707; замужем за купцом Панфилом Гордеевым) и Ириной (род.1714; замужем за купцом Яковым Дубровским).
Панфил Гаврилович, внук Павла Семёновича, сын Гаврилы Павловича. В 1822 поступил в иркутское купечество из местных мещан. В 1827 был в купцах 3-й гильдии с капиталом 8 тыс. руб. Жена — Авдотья Андреевна (род. 1786). Дети: Екатерина (род.1806), Михаил (род. 1807), Тимофей, Иннокентий (род. 1823).
Михаил Панфилович (род.1807) — сын Панфила Гавриловича. После женитьбы на Ириадне Андреевне (род. 1813) выделился из семьи, самостоятельно записался в купеческое сословие, был в 3-й гильдии (1849). В 1870-80-х его недвижимое имущество состояло из двух домов, лавок в торговом ряду и каменных зданий («казарм»), расположенных в разных частях города.
Иннокентий Панфильевич (род. 1823) — иркутский купец 3-й гильдии (1849).
Тимофей Панфилович (род. 1816) — второй сын Панфила Гавриловича и наиболее удачливый из семьи Зиминых. В 1853 — купец 3-й гильдии, в 1855 — купец 2-й гильдии, в 1856 вошел в 1-ю гильдию.
Род Зиминых зародился в деревне Зуево на реке Клязьме, в 88 километрах от Москвы. На сегодняшний день Зуево охватывается территориями города Орехово-Зуево, входящий в Орехов-Зуевский район.
В 1838 году братья Иван и Киприян открыли собственное дело. Они самостоятельно начали работать на ручных станках и создали свою контору для выдачи пряжи кустарям.
После того, как умер Киприян Семёнович, делом стал управлять Иван, его старший брат и компаньон. Он вместе со своим сыном Макарием, племянниками Петром, Филиппом и Яковом открыл торговый дом под названием «Торговый дом И., М., П., Я. и Ф. Зиминых». Иван внёс огромный вклад в развитие династического дела: он построил недалеко от Зуева Подгорную механическую ткацкую; в 1876 году чёрную красильню.
После того, как умер сын Ивана, Макарий Иванович, управление взяли на себя его сыновья — Иван и Николай. Николай был инженером-механиком, и в 1908 году открыл благодаря своим техническим навыкам бумагопрядильную фабрику. Перед революцией фабрикой управляли Яков и Филипп Киприяновичи, их племянник — Иван Макарович.
Первую Зиминскую фабрику основал Никита Семёнович Зимин, в честь чего ему был поставлен памятник его братьями.
Вскоре умер Никита, и его сын вступил по наследственному праву в должность управляющего фабрикой. Иван Никитович Зимин (1818—1867) активно участвовал в жизни фабрики, расширял её и улучшал. В 1868 году предприятие официально получило первое название «Зуевская мануфактура И. Н. Зимина», а уже через 18 лет было основано паевое товарищество «Товарищество Зуевской мануфактуры И. Н. Зимина». Такое название фабрика имела и до русской революции, после которой началось «всенародное управление». В наше время фабрики сохранились, однако под них ничего не используется. Станки же были в рабочем состоянии примерно до середины XX века.
У Ивана Никитовича было две жены — Федосья Егоровна Кононова, которая умерла в молодости, и вторая — Евдокия Савватеевна (урождённая Козьмина) на 27 лет была моложе мужа.
После революции 1917 года фабрика была передана Советам, а Зимины потеряли все предприятия.

## Известные лица династии
- Павел Семёнович Зимин (родился в 1700 году) — купец, предприниматель, иркутский посадский. Имел 3 сыновей, с которыми совместно занимался предпринимательством: Ивана (родился 1737), Ивана (родился 1742), Гаврилу (родился 1745). Часто самовольно выезжал заграницу, не обговорив этот вопрос с властями и не получив разрешительный документ. Посещал Баргузинский острог по делам, в том числе для сбора налогов. Поддерживал хорошие отношения со всей семьёй, в том числе с сёстрами: Парасковьей, Настасьей, Ириной (вышла замуж за купца Якова Дубровского)[3].

- Панфил Гаврилович Зимин — с 1822 года иркутский купец, внук Павла Семёновича и сын Гаврилы Павловича. С 1827 года входил в купечество 3-й гильдии и имел капитал 8 тысяч рублей. Имел четверых детей со своей женой Авдотьей Андреевной: Екатерину (род. 1806), Михаила (род. 1807), Тимофея, Иннокентия (род. 1823)[3].

- Михаил Панфилович Зимин (родился в 1807 году) — предприниматель и с 1849 года купец 3-й гильдии, сын Панфила Гавриловича. В своё время отделился от семьи и завёл самостоятельное дело. В разных частях города имел два дома[3].

- Иннокентий Панфильевич Зимин — купец 3-й гильдии с 1849 года, проживал в Иркутске[3].

- Зимин, Тимофей Панфилович (родился в 1816 году) — второй сын Панфила Гавриловича Зимина, по оценкам историков наиболее удавшийся в династии человек. Купец 3-й гильдии, с 1855 года записался во вторую гильдию, а уже через год — в первую[3].

## Галерея

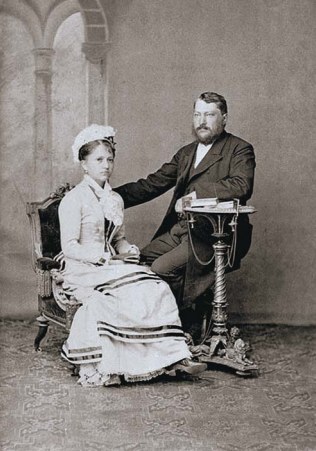
Супруга Григория Ивановича Зимина со своим отцом
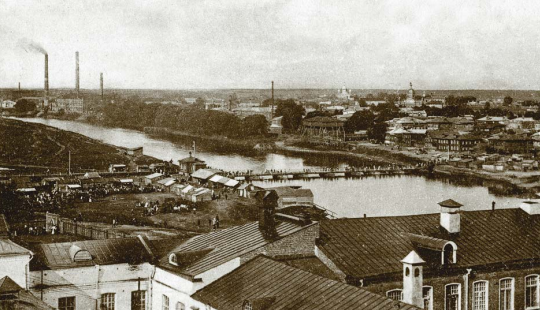
Село Зуево. 1870-е годы
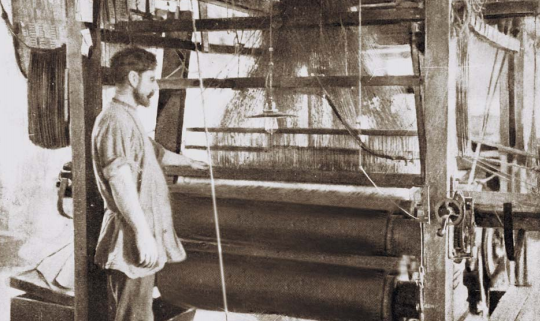
Рабочий у ткацкого станка на фабрике
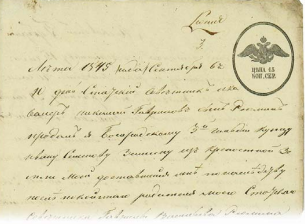
Копия купчей на землю, выданная из Богородского уездного суда Ивану Семеновичу Зимину. 1845 год
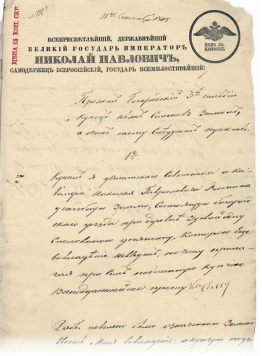
Прошение Ивана Семеновича Зимина о введении его во владение купленной у помещика Рюмина землей. 1845 год
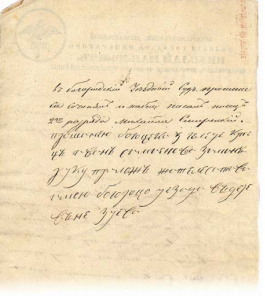
Оборотная сторона прошения
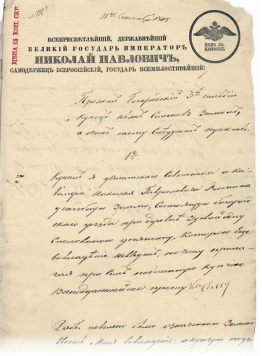
Прошение Ивана Семеновича Зимина о введении его во владение купленной у помещика Рюмина землей. 1845 год
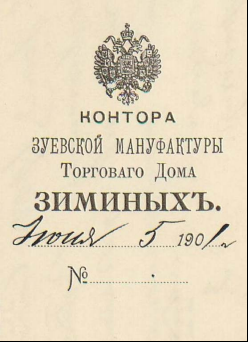
Один из фирменных бланков Торгового дома Зиминых